# Cantone di Saint-Aignan-sur-Roë
Il Cantone di Saint-Aignan-sur-Roë era una divisione amministrativa dell'arrondissement di Château-Gontier.
È stato soppresso a seguito della riforma complessiva dei cantoni del 2014, che è entrata in vigore con le elezioni dipartimentali del 2015.
Comprendeva i comuni di:
- Ballots
- Brains-sur-les-Marches
- Congrier
- Fontaine-Couverte
- Renazé
- La Roë
- La Rouaudière
- Saint-Aignan-sur-Roë
- Saint-Erblon
- Saint-Michel-de-la-Roë
- Saint-Saturnin-du-Limet
- Senonnes